# 橘玲
橘 玲（たちばな あきら、1959年 - ）は、日本の男性作家。本名は非公開。
早稲田大学第一文学部卒業。元・宝島社の編集者で雑誌『宝島30』2代目編集長。日本経済新聞で連載を持っていた。海外投資を楽しむ会創設メンバーの一人。2006年『永遠の旅行者』が第19回山本周五郎賞候補となる。デビュー作は経済小説の『マネーロンダリング』。投資や経済に関するフィクション・ノンフィクションの両方を手がける。2010年以降は社会批評や人生論の著作も執筆している。

## 来歴
早稲田大学文学部ロシア文学科を卒業。大学ではほとんど授業に出なかったと回想している。卒業後は社員10人ほどの零細出版社に入社。1年で退社し、友人と編集プロダクション会社を立ち上げる。ティーンズ誌を創刊するも、少人数で制作していたためほとんど家に帰れないほど忙しいうえ、月に10万円しか給料を稼げず、内容の過激さから国会で問題視されたことを機に、創刊第3号で休刊となり会社を解散した。
その後、宝島社に所属。当時としては珍しく夫婦共働きで保育園の送り迎えのためにフリーランスとして時短勤務をしていた。宝島社の同僚に町山智浩がおり、2人で暴力団事務所に記事の謝罪をしに行ったことがある。
「宝島30」編集長としてオウム真理教を精力的に取材した。1998年までに宝島社を退社。
日本から個人でアメリカ株を購入できないことに疑問を感じたことがきっかけとなり、海外投資をするためにオフショア銀行の口座を開設した。このときの体験を『ゴミ投資家のためのビッグバン入門』(1998年)に書き、人気を博したことから、「海外投資を楽しむ会」の友人たちと海外投資の方法を「ゴミ投資家シリーズ」としてマニュアル化していった。
デビュー作となる『マネーロンダリング』は、この頃に知った非合法な脱税法について小説化したもの。正体不明の書き手の方が面白いと編集者に勧められ、ペンネームを国籍や性別が曖昧な「橘玲」とした。1回限りのペンネームのつもりだったが、『マネーロンダリング』が予想外に好評だったため、『ゴミ投資家のための人生設計入門』の改訂版を橘玲名義で『お金持ちになれる黄金の羽根の拾い方』として出版し、作家として独立。

## 著作リスト

### 単著

#### 小説
- 『マネーロンダリング』幻冬舎、2002年。
- 『永遠の旅行者』幻冬舎、2005年。
- 『亜玖夢博士の経済入門』文藝春秋、2007年。
- 『亜玖夢博士のマインドサイエンス入門』文藝春秋、2010年。
- 『タックスヘイヴン』幻冬舎、2014年。
- 『ダブルマリッジ』文藝春秋、2017年。

#### 小説以外
- 『お金持ちになれる黄金の羽根の拾い方』幻冬舎、2002年。
  - 改題『お金持ちになれる黄金の羽根の拾い方2015 知的人生設計のすすめ』幻冬舎、2014年。
  - 改題『新版 お金持ちになれる黄金の羽根の拾い方 知的人生設計のすすめ』2017年。
- 『世界にひとつしかない「黄金の人生設計」』講談社+α文庫、2003年
- 『得する生活–お金持ちになる人の考え方』幻冬舎、2003年。
- 『雨の降る日曜は幸福について考えよう』幻冬舎、2004年。
  - 改題『知的幸福の技術—自由な人生のための40の物語』2009年。
- 『臆病者のための株入門』〈文春新書〉2006年。
  - 改題『新・臆病者のための株入門』〈文春新書〉2024年。
- 『マネーロンダリング入門—国際金融詐欺からテロ資金まで』〈幻冬舎新書〉2006年。
- 『黄金の扉を開ける賢者の海外投資術 : the traveling millionaire』ダイヤモンド社、2008年。
- 『貧乏はお金持ち—「雇われない生き方」で格差社会を逆転する』講談社、2009年。
- 『残酷な世界で生き延びるたったひとつの方法』幻冬舎、2010年。
- 『大震災の後で人生について語るということ』講談社、2011年。
  - 改題『日本人というリスク』〈講談社+α文庫〉2013年。
- 『(日本人)』幻冬舎、2012年。
- 『臆病者のための裁判入門』〈文春新書〉2012年。
- 『不愉快なことには理由がある』集英社、2012年。
- 『日本の国家破産に備える資産防衛マニュアル』ダイヤモンド社、2013年。
  - 改題『国家破産はこわくない』〈講談社+α文庫〉2018年。
- 『臆病者のための億万長者入門』〈文春新書〉2014年。
- 『バカが多いのには理由（ワケ）がある』集英社、2014年。
- 『橘玲の中国私論—世界投資見聞録』ダイヤモンド社、2015年。
  - 改題『言ってはいけない中国の真実』〈新潮文庫〉2018年。
- 『「読まなくてもいい本」の読書案内 : 知の最前線を5日間で探検する』筑摩書房、2015年。
- 『言ってはいけない—残酷すぎる真実』〈新潮新書〉2016年。
- 『「リベラル」がうさんくさいのには理由がある』集英社、2016年。
- 『幸福の「資本」論—あなたの未来を決める「3つの資本」と「8つの人生パターン」』ダイヤモンド社、2017年。
- 『専業主婦は2億円損をする』マガジンハウス、2017年。
  - 改題『2億円と専業主婦』マガジンハウス、2019年。
- 『80's エイティーズ—ある80年代の物語』太田出版、2018年。  のち幻冬舎文庫
- 『朝日ぎらい—よりよい世界のためのリベラル進化論』〈朝日新書〉2018年。
- 『もっと言ってはいけない』新潮社〈新潮新書〉、2019年。
- 『人生は攻略できる』ポプラ社、2019年。
- 『働き方2.0vs4.0 不条理な会社人生から自由になれる』PHP研究所、2019年。
- 『事実 vs 本能 目を背けたいファクトにも理由がある』集英社、2019年。
- 『上級国民／下級国民』小学館〈小学館新書〉、2019年。
- 『女と男　なぜわかりあえないのか』文藝春秋〈文春新書〉、2020年。
- 『スピリチュアルズ　「わたし」の謎』幻冬舎、2021年。
- 『無理ゲー社会』小学館〈小学館新書〉、2021年。
- 『裏道を行け　ディストピア世界をＨＡＣＫする』講談社〈講談社現代新書〉、2021年。
- 『バカと無知』新潮社〈新潮新書〉、2022年。
- 『シンプルで合理的な人生設計』ダイヤモンド社、2023年。
- 『世界はなぜ地獄になるのか』〈小学館新書〉2023年。
- 『テクノ・リバタリアン　世界を変える唯一の思想』〈文春新書〉2024年。
- 『DD(どっちもどっち)論 「解決できない問題」には理由がある』集英社、2024年。
- 『親子で学ぶ　どうしたらお金持ちになれるの？　人生という「リアルなゲーム」の攻略法』筑摩書房、2024年。

### 共著
タックスヘイヴンを楽しむ会
- ゴミ投資家のためのビッグバン入門―外貨預金・外債・海外ファンド・海外預金・外貨商品のカラクリ、すべて体験! メディアワークス(オルタブックス)   1998/4/1
- ゴミ投資家のための税金天国(タックスヘイヴン)入門 メディアワークス(オルタブックス) 1998/9/1
- ゴミ投資家のための海外ファンド入門 メディアワークス(オルタブックス) 1999/1/1

海外投資を楽しむ会
- 海外投資を楽しむ会『ゴミ投資家のための人生設計入門』メディアワークス(オルタブックス)、1999年。
  - 改題『世界にひとつしかない「黄金の人生設計」』〈講談社+α文庫〉2003年。
- 海外投資を楽しむ会『ゴミ投資家のための人生設計入門〔借金編〕』メディアワークス(オルタブックス)、2001年。
  - 改題『「黄金の羽根」を手に入れる自由と奴隷の人生設計』〈講談社+α文庫〉2004年。
- 『究極の資産運用編—ETF1080本完全ガイドつき!』ダイヤモンド社〈黄金の扉を開ける賢者の海外投資術—the traveling millionaire / 橘玲著〉、2008年。
- 『至高の銀行・証券会社編』ダイヤモンド社〈黄金の扉を開ける賢者の海外投資術—the traveling millionaire / 橘玲著〉、2008年。

その他
- 「グローバル経済の隠された中心 : タックスヘイブンをめぐる攻防」『開かれる国家 : 境界なき時代の法と政治』KADOKAWA〈角川インターネット講座〉、2015年。
- 『運は遺伝する　行動遺伝学が教える「成功法則」』安藤寿康との対談　NHK出版新書 （2023年11月）

### 訳書
- ウォルター・ブロック『不道徳教育—擁護できないものを擁護する』講談社、2006年。
  - 改題『不道徳な経済学—擁護できないものを擁護する』〈講談社+α文庫〉2011年。
  - 改題『不道徳な経済学 転売屋は社会に役立つ』早川書房〈ハヤカワ文庫NF〉、2020年。

監修、監訳
- エルヴェ・ファルチャーニ、Mincuzzi, Angelo (アンジェロ・ミンクッツィ)『世界の権力者が寵愛した銀行 : タックスヘイブンの秘密を暴露した行員の告白』芝田高太郎 (翻訳); 橘 玲 (監修・イントロダクション)、講談社、2015年。
- エリック・バーカー (Eric Barker)『残酷すぎる成功法則 : 9割まちがえる「その常識」を科学する』竹中てる実 (翻訳); 橘玲 (監訳)、飛鳥新社、2017年。
- ジェフリー・ミラー、タッカー・マックス（英語版）『モテるために必要なことはすべてダーウィンが教えてくれた』監訳橘玲、翻訳寺田早紀、河合隼雄、SBクリエイティブ、2022年。
- エリック・バーカー『残酷すぎる人間法則 ９割まちがえる「対人関係のウソ」を科学する』竹中てる実 (翻訳); 橘玲 (監訳)、飛鳥新社、2023年。

### 原作
- 『マンガ マネーロンダリング』パンローリング、2006年。
- 王, 蕴洁 (翻訳); Wang, Yun Jie (2010) (中国語). 洗钱 : マネーロンダリング. 中信商业少说. 中信出版社

## メールマガジン
- 世の中の仕組みと人生のデザイン（ダイヤモンド・プレミアム・メールマガジン）

## 音声講義
- 『30年で資産を増やす株式投資 入門』(VOOX、2021年2月)

## 連載
- 「橘玲の世界は損得勘定」日経ヴェリタス（2011年4月-）
- 「そ、そうだったのか!?　真実（ほんとう）のニッポン」週刊プレイボーイ（2011年5月-）
- 「日々刻刻」DIAMOND Online（2022年7月-）

連載終了
- 「日曜日の人生設計—もうひとつの幸福のルール」日本経済新聞（2003年3月 – 11月）
- 「マネー・トラヴェラーズ」GOETHE（2006年4月号 – 2007年3月号）
- 「橘玲の世界投資紀行」Diamond money!（2005年秋号 – 2008年春号）
- 「橘玲の「不思議の国」探検」日経ヴェリタス（2009年10月-2010年12月）
- 「65歳からの投資家入門」いきいき（2012年1月号-2013年8月号）
- 「セカイの仕組み」マネーポスト（2012年新春号-2017年夏号）
- 「臆病者のための資産運用入門　アベノミクス編」週刊文春（2013年4月-2014年1月）
- 「残酷すぎる真実」波（2015年3月号-2016年2月号）
- 「橘玲の脱・会社人間のすすめ」BIG tomorrow（2015年3月‐2016年11月）
- 「臆病者のための楽しい人生100年計画」週刊文春（2019年4月-2020年2月）
- 「人間、この不都合な生きもの」週刊新潮（2021年8月-2022年5月）
- 「橘玲の世界投資見聞録」ZAi Online海外投資の歩き方（2012年5月-2022年7月）
- 「話題の本」毎日新聞（2022年4月-2023年3月）
- 「今月買った本」月刊文藝春秋（2015年7月-2023年12月）

## 国民年金をめぐって
国民年金廃止論者であり、2010年8月23日付の公式ブログにて触れている。2017年には橋田寿賀子が「私は安楽死で逝きたい」と述べた件にふれ、2030年の後期高齢者医療費21兆円、社会保障給付170兆円に達する公算を示し、社会保障費膨張の主因が高齢者の医療費であり日本の財政破綻が迫るならドラスティックな施策を想定するのかどうか論じている。